# Andreï Bouïvolov
Andreï Valeriévitch Bouïvolov (en russe : Андрей Валерьевич Буйволов), né le 12 janvier 1987 à Balakhna, est un footballeur russe évoluant au poste de défenseur central. Il joue actuellement au Chakhtior Karagandy.

## Biographie

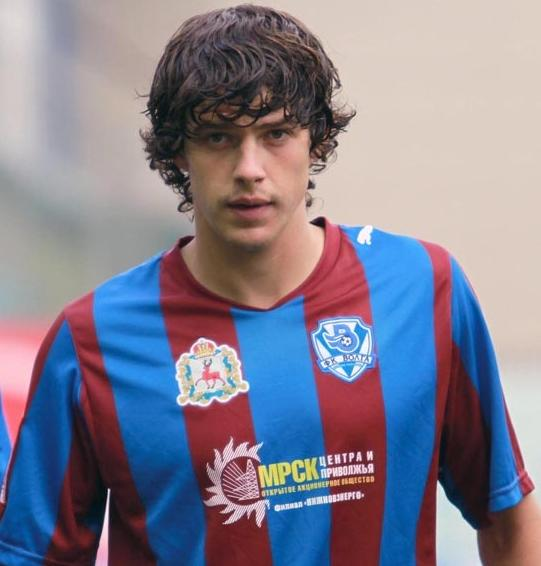
Andreï Bouïvolov en 2011.

Formé dans sa ville de naissance de Balakhna, dans l'oblast de Nijni Novgorod, Bouïvolov rejoint l'Elektronika Nijni Novgorod, évoluant alors en troisième division, en 2003. Il y fait ses débuts en équipe première la même année à l'âge de 16 ans, disputant quatre matchs de compétition lors de la saison 2003. Il s'impose par la suite comme titulaire à partir de 2008 et contribue à la montée du club en deuxième division la même année. Conservant sa place au deuxième échelon, il prend également part à la promotion du Volga en première division à l'issue de la saison 2010. Cette arrivée dans l'élite se traduit cependant par une diminution progressive de son temps de jeu, ne disputant que 27 matchs à cet échelon sur trois saisons. Il retrouve du temps de jeu après la descente du club en deuxième division en 2014. Il quitte le Volga en mai 2016 peu avant sa dissolution au mois de juin de la même année.
À la suite de son départ de Nijni Novgorod, Bouïvolov s'engage avec le club du FK Tosno, en deuxième division, en juin 2016. Il prend ainsi part à la montée du club en première division à l'issue de la saison 2016-2017 ainsi qu'à sa victoire en Coupe de Russie la saison suivante. Le club de Tosno est lui aussi dissous à l'issue en juin 2018, amenant à son départ. Il s'engage peu de temps après avec le Baltika Kaliningrad. Après une demi-saison avec le club, qui le voit jouer quinze matchs et inscrire un but, il rejoint le SKA-Khabarovsk au mois de janvier 2019 puis le Ienisseï Krasnoïarsk à l'été suivant, bien qu'il ne reste que deux mois dans ce dernier club entre juillet et août 2019. Il quitte la Russie en début d'année 2020 pour rallier le Kazakhstan où il signe au Chakhtior Karagandy.

## Statistiques
| Saison                | Club                  | Championnat           | Championnat | Championnat | Coupe(s) nationale(s) | Coupe(s) nationale(s) | Total | Total |
| Saison                | Club                  | Division              | M.          | B.          | M.                    | B.                    | M.    | B.    |
| 2003                  | Volga Nijni Novgorod  | D3                    | 4           | 0           | 0                     | 0                     | 4     | 0     |
| 2004                  | Volga Nijni Novgorod  | D3                    | 9           | 0           | 0                     | 0                     | 9     | 0     |
| 2005                  | Volga Nijni Novgorod  | D3                    | 0           | 0           | 0                     | 0                     | 0     | 0     |
| 2006                  | Volga Nijni Novgorod  | D3                    | 16          | 0           | 2                     | 0                     | 18    | 0     |
| 2007                  | Volga Nijni Novgorod  | D3                    | 10          | 0           | 0                     | 0                     | 10    | 0     |
| 2008                  | Volga Nijni Novgorod  | D3                    | 32          | 0           | 6                     | 0                     | 38    | 0     |
| 2009                  | Volga Nijni Novgorod  | D2                    | 36          | 3           | 0                     | 0                     | 36    | 3     |
| 2010                  | Volga Nijni Novgorod  | D2                    | 37          | 1           | 2                     | 1                     | 39    | 2     |
| 2011-2012             | Volga Nijni Novgorod  | D1                    | 19          | 0           | 3                     | 0                     | 22    | 0     |
| 2012-2013             | Volga Nijni Novgorod  | D1                    | 8           | 0           | 0                     | 0                     | 8     | 0     |
| 2013-2014             | Volga Nijni Novgorod  | D1                    | 0           | 0           | 0                     | 0                     | 0     | 0     |
| 2014-2015             | Volga Nijni Novgorod  | D2                    | 11          | 0           | 0                     | 0                     | 11    | 0     |
| 2015-2016             | Volga Nijni Novgorod  | D2                    | 35          | 3           | 1                     | 0                     | 36    | 3     |
| Sous-total            | Sous-total            | Sous-total            | 217         | 7           | 14                    | 1                     | 231   | 8     |
| 2016-2017             | FK Tosno              | D2                    | 32          | 1           | 3                     | 0                     | 35    | 1     |
| 2017-2018             | FK Tosno              | D1                    | 21          | 0           | 4                     | 1                     | 25    | 1     |
| 2018-2019             | Baltika Kaliningrad   | D2                    | 13          | 1           | 2                     | 0                     | 15    | 1     |
| 2018-2019             | SKA-Khabarovsk        | D2                    | 10          | 0           | -                     | -                     | 10    | 0     |
| 2019-2020             | Ienisseï Krasnoïarsk  | D2                    | -           | -           | -                     | -                     | 0     | 0     |
| 2020                  | Chakhtior Karagandy   | D1                    | 19          | 2           | -                     | -                     | 19    | 2     |
| 2021                  | Chakhtior Karagandy   | D1                    | 1           | 0           | 2                     | 0                     | 3     | 0     |
| Sous-total            | Sous-total            | Sous-total            | 96          | 4           | 11                    | 1                     | 107   | 5     |
| Total sur la carrière | Total sur la carrière | Total sur la carrière | 313         | 11          | 25                    | 2                     | 338   | 13    |

## Palmarès
Sous les couleurs du Volga Nijni Novgorod, Bouïvolov remporte la zone Oural-Povoljié de la troisième division en 2008. Par la suite, avec le FK Tosno, il remporte la Coupe de Russie en 2018.